# Albert Steeger
Albert Steeger (* 1. November 1885 in Lobberich; † 15. März 1958 in Krefeld) war ein deutscher Universalgelehrter, der zahlreiche geologische, botanische, archäologische, sprachwissenschaftliche, burgenkundliche und siedlungsgeschichtliche Arbeiten verfasste.
Steeger gilt als Begründer der archäologischen Burgenforschung am unteren Niederrhein. Seine Beiträge zur Entwicklung der bäuerlichen und ländlichen Siedlungen am unteren Niederrhein und zur Siedlungsgeschichte und -geographie verleihen ihm eine herausragende Stellung und Bedeutung.

## Leben
Steeger wuchs als drittes von zehn Kindern in Lobberich auf. Nach dem Besuch der Volksschule und einem zweijährigen Privatunterricht begann er seine Ausbildung am Lehrerseminar in Kempen. Nach der Prüfung im Jahre 1905 nahm er den Unterricht in Nieukerk auf, der von einem einjährigen Militärdienst unterbrochen wurde. Nach Stationen in Baerl und Meerbeck  führte ihn sein Weg 1912 an die Marianne-Rhodius-Schule in Krefeld, deren Leitung er 1926 übernahm. 1923 promovierte er als Externer an der Universität Köln in Geologie. 1936 verließ er den Schuldienst, um die Einrichtung eines Heimatmuseums in Krefeld zu übernehmen. Aus diesem ging das Niederrheinische Landschaftsmuseum im heutigen Museumszentrum Burg Linn in Krefeld-Linn hervor. Bereits 1934 hatte Steeger mit systematischen Ausgrabungen in Gellep begonnen und entdeckte dort 1936 das römisch-fränkische Gräberfeld. Bis zu seinem Tod 1958 hat Steeger hier rund 1200 Gräber aufgedeckt.
1945 übernahm er die Leitung aller Krefelder Museen und richtete schon 1948 eine Museumsschule ein, lange Zeit bevor Museumspädagogik üblich wurde.
1981 gab der Kreis Viersen einen Band mit wissenschaftlichen Arbeiten von Steeger heraus. Hugo Borger porträtiert Steeger darin.
Der nach ihm benannte Albert-Steeger-Preis wurde 2021 in den „LVR-Wissenschaftspreis“ umbenannt, da eine vom Landschaftsverband Rheinland (LVR) in Auftrag gegebene Studie aufzeigt, dass „… seine Distanz zu nationalsozialistischem Gedankengut geringer gewesen ist, als bisher in der Forschung angenommen.“ In der Studie heißt es unter anderem:

„Obschon sich Albert Steeger im ‚Dritten Reich‘ nicht als überzeugter Nationalsozialist oder ‚brauner Heimatforscher‘ profiliert hat, war seine Distanz zum Nationalsozialismus jedoch deutlich kürzer, als er dies in den späten 1940er Jahren suggeriert hatte und wie es lange Zeit in der Forschung angenommen wurde“

Die Studie wurde von dem Historiker Alexander Friedman (Universität Düsseldorf) durchgeführt, nachdem neue Unterlagen zu den Aktivitäten von Albert Steeger gefunden worden waren.

## Auszeichnungen
- Verleihung des Professorentitels durch die Landesregierung NRW
- Großes Verdienstkreuz der Bundesrepublik Deutschland 1954
- Ehrendoktortitel Universität Bonn 1943[2]

## Nach ihm benannt
- der Albert-Steeger-Preis des Landschaftsverbands Rheinland
- die Albert-Steeger-Plakette des Verein Niederrhein
- die Albert Steeger Straße in Krefeld-Linn
- die Albert Steeger Straße in Straelen
- die Steeger Straße in Lobberich

## Schriften (Auswahl)
- Der geologische Aufbau und die Entstehung des Hülser Berges, in Mitteilungen des Naturwissenschaftlichen Museums zu Krefeld 1913, S. 3–24
- Das glaziale Diluvium des niederrheinischen Tieflandes. Dissertation, 1923.
- Ein germanischer Wohnplatz bei Vorst im Kreise Kempen. in: Die Heimat 14, 1935. S. 172–174.* Burgen, Schlösser, Herrenhäuser, in: Merian VII, Heft 7, „Niederrhein“, Hamburg 1954.
- Römische Feldbacköfen in Gelduba. in: Bonner Jahrbücher 159, 1959, S. 181–184.
- Begegnung mit einer seltenen Pflanze, in: Geldrischer Heimatkalender 8, 1957, S. 70–72.
- Zur Baugeschichte niederrheinischer Wasserburgen. in: Der Niederrhein, Neuss 1953, S. 35–49.